# Marião
Mário Gomes Amado, mais conhecido como Marião (Paraibuna, 3 de agosto de 1952 — São José dos Campos, 24 de agosto de 2011), foi um futebolista e treinador brasileiro.

## História
Embora pesasse quase cem quilos — tinha dificuldades para ficar abaixo dos 97 —, Marião era capaz de correr cem metros em menos de doze segundos, um tempo muito bom. Mesmo assim, era considerado lento.
Marião começou a carreira no São José, depois de passar pelas equipes de base da Ponte Preta e do Guarani. Com o São José, conquistou o título da Primeira Divisão do Campeonato Paulista de 1972, equivalente ao segundo nível estadual.
Foi para o Operário de Campo Grande e de lá para o Internacional, que comprou seu passe por um milhão de cruzeiros, além do passe de seis jogadores (metade em definitivo e metade por empréstimo). Acabou rejeitado, "apenas porque não mostrou qualidades idênticas às do chileno [Elias Figueroa, ex-ídolo do clube gaúcho]", segundo a revista Placar. "Foi um sonho, que acabou transformado num pesadelo", contou, à época.
Acabou indo para o Náutico, para onde foi por empréstimo em 1977. Lá, virou o capitão do time.
Em 1978, foi para o São Paulo, que defendeu por cinquenta partidas entre 1978 e 1980, marcando dois gols e fazendo parte do elenco que conquistou o Campeonato Paulista de 1980.
Do São Paulo, foi para o Sport, onde conquistaria o tricampeonato estadual (1980, 1981 e 1982).
Passou ainda por Atlético Paranaense, Operário de Várzea Grande, Taubaté e Grêmio Santanense, onde encerrou a carreira.
Apesar de, na época, ter afirmado que não pretendia tornar-se treinador, acabou no comando do São José por três vezes (1993, 2000 e 2006), sendo que na última conquistou o acesso à Série A2 do Campeonato Paulista. Foi também o primeiro treinado do Primeira Camisa e dirigiu ainda o Joseense.

## Morte
Morreu em 2011, vítima de infarto.